# پتسی کنسیت
پتسی کنسیت ((به انگلیسی: Patsy Kensit)؛ زادهٔ ۴ مارس ۱۹۶۸) یک هنرپیشه و خواننده اهل بریتانیا است. وی از سال ۱۹۷۲ میلادی تاکنون مشغول فعالیت بوده‌است.
از فیلم‌ها یا برنامه‌های تلویزیونی که وی در آن نقش داشته‌است می‌توان به اسلحه مرگبار ۲، گتسبی بزرگ، رحمت قلب من، سایلس مارنر، سخت‌تر شدن اوضاع، خیابان هانوور، بازی کرد، شیکاگو جو و دختر نمایش و گروه کر عدم تأیید اشاره کرد.